# 禅林寺舍利塔
禅林寺舍利塔，位于中国河北省石家庄市西大里村，为石家庄市赵县的一个省级文物保护单位，类型为古建筑，公布时间为1993年7月15日。
禅林寺舍利塔的历史年代为元代。